# Mieke Verstraete
Mieke Verstraete, pseudoniem van Maria Augustina de Graef (Antwerpen, 20 maart 1911 – Den Haag, 17 december 1990) was een Belgisch/Nederlands actrice. 

## Familie en familiewerk
De familie De Graef/Verstraete is doorspekt van toneelacteurs etc. Ze was dochter van acteur Julien Gustave de Graef, artiestennaam Jules Verstraete (naar zijn moeder actrice Marie Verstraete); moeder was toneelcostumière Paulina Maria Joanna Brandt (voor haar man en diens moeder). Zij schreef samen met haar broer Guus Verstraete het script voor de film Kermis in de Regen (1962). Zij was tevens de zuster van Bob Verstraete en Jeanne Verstraete, die ook in het theatervak zaten en de tante van regisseur Guus Verstraete jr..  Zijzelf trouwde met acteur (later regisseur) Richard Flink. Hun dochter Mariëtte Flink (1930-2009) en zoon  Coen Flink werden beiden acteur. Na een echtscheiding hertrouwde ze in maart 1954 met de acteur Kees Brusse (ook zijn tweede huwelijk). Uit dit huwelijk werd een dochter geboren. Ook hier volgde een echtscheiding.

## Loopbaan
Ook zij was al vroeg bezig met een loopbaan op de podia. Ze wilde in eerste instantie pianiste worden; ze genoot een opleiding aan het Antwerps conservatorium. Het gezin vluchtte voor of tijdens de Eerste Wereldoorlog naar Nederland. In 1926 stond zij echter op het toneelpodium; ze viel voor een zieke actrice in bij een door haar vader vertolkt werk van Felix Timmermans (Meneer Pierroen). Een toneelschoolopleiding kwam er nooit, er was geen geld voor; ze werd grotendeels opgeleid door haar vader. Nog datzelfde jaar sloot ze zich aan bij het Rotterdams Toneel van Frits Tartaud. Er volgde daarna een lange reeks van toneel-, televisie-, radio- en filmoptredens, niet alleen als actrice maar ook als regisseuse. Haar bekendheid heeft ze mede te danken aan haar optredens in Pension Hommeles (Lily Bouwmeester had voor de rol bedankt) en Maigret (samen met Brusse). In 1990 vierde ze haar 65-jarig jubileum als actrice. Ze overleed op 79-jarige leeftijd. In het jaar van overlijden was ze voor televisie bezig met haar rol van buurvrouw Trees in Prettig Geregeld, dat dus enkele afleveringen postuum werd uitgezonden . Op toneel speelde ze bij De Appel in Drie zusters van Anton Tsjechov. Ze moest vlak voor haar overlijden een voorstelling aan zich voorbij laten gaan; na haar overlijden zou er geen remplaçant komen; haar tekst werd voorgelezen door Henk Votel.
Ze stond bekend vanwege haar sobere stijl van acteren.
De dochter Annegien Brusse was bij haar aanwezig toen ze 's avonds onwel werd. De dochter belde een arts, maar die kon alleen het overlijden bevestigen. Haar overlijden was landelijk nieuws.

## Filmografie
- De dijk is dicht (1950)
- Pension Hommeles (1957-1959)
- Voor donderdagavond twaalf uur Mylord (1957)
- Volg die vrouw (1959)
- Makkers, staakt uw wild geraas (1960)
- De zaak M.P. (1960)
- Kermis in de regen (1962)
- Maigret-serie (1964-1965, zes afleveringen), als mevrouw Maigret
- 001 van de Contraspionnage (1966)
- M'n broer en ik (1967-1969), als tante Barbara
- Tot de dood ons scheidt (1969)
- Dat ik dit nog mag meemaken (1976-1977)
- Dubbelleven (1978)
- Sesamstraat (1978-1982), als Magda
- Goed volk (1979)
- Erik of het klein insectenboek (1979)
- Mensen zoals jij en ik (1983)
- Geschenk uit de hemel (1987)
- Prettig Geregeld (1988)

## Hoorspelen
- Tweehonderdduizend plus één (1968)
- Jip en Janneke (1990) – audiocassette werd uitgebracht in 1991